# Polylobarthron margelanicus
Polylobarthron margelanicus là một loài bọ cánh cứng trong họ Cerambycidae.